# Венгры в России
Венгры в России (венг. Magyarok Oroszországban) — этническое меньшинство на территории современной России. Согласно переписи 2002 года, в России проживало 3,7 тыс. венгров. По данным Всероссийской переписи населения 2010 года, численность венгров в России составляла 2781 человек (городское население — 1811 человек, сельское — 970).
Небольшая община венгров-переселенцев из Закарпатья (106 человек по состоянию на 2010 год) проживает в Краснодарском крае. В 2016 году в Республике Коми была образована национально-культурная автономия венгров по инициативе главы общины Ивана Варги.